# Ottante (costellazione)
L'Ottante (in latino Octans, abbreviato in Oct) è una delle 88 costellazioni moderne. Si tratta di una costellazione meridionale poco appariscente, introdotta da Nicolas Louis de Lacaille e nota più che altro per essere la sede del polo sud celeste.

## Caratteristiche

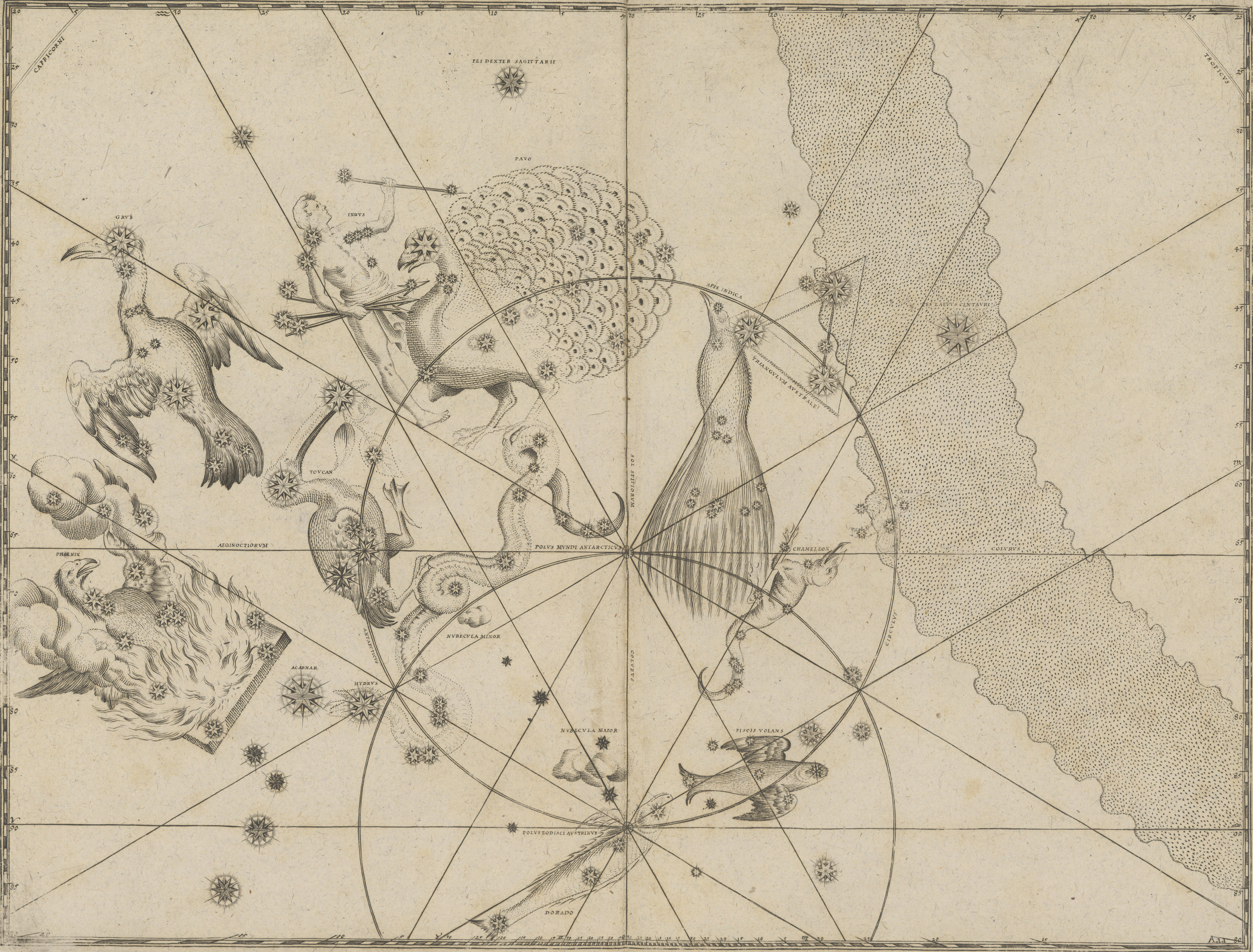
L'Uranometria di Bayer; l'Ottante ancora non era stato creato e lo spazio da essa occupato era diviso fra le costellazioni adiacenti.

L'Ottante contiene solo una stella di terza magnitudine, la ν Octantis, mentre le restanti sono di quarta e quinta grandezza; questo, unito al fatto che nelle regioni vicine non sono presenti altre stelle luminose, rende la sua individuazione piuttosto difficoltosa. Sotto cieli bui è possibile reconoscere il triangolo scaleno allungato formato dalle stelle β, γ e ν.
La stella σ Octantis è la più vicina al polo sud celeste, ma è così debole da essere in pratica inutile come stella polare per l'emisfero australe della Terra; infatti questa stella ha una magnitudine apparente di circa 5,5. Si preferisce solitamente ricorrere ad Acrux e Gacrux, due stelle particolarmente luminose della Croce del Sud che fungono da puntatori per il polo sud, dato che il loro prolungamento porta a σ Octantis.
La sua visibilità è limitata alle regioni dell'emisfero australe: sebbene sia infatti in parte osservabile anche dalle regioni boreali più vicine all'equatore, affinché si possa avere una visione d'insieme della costellazione occorre trovarsi almeno nella fascia tropicale media dell'emisfero sud, in modo che la costellazione sia completamente circumpolare e quindi osservabile per intero.

### Stelle principali
- ν Octantis è una gigante arancione di magnitudine 3,73, distante 69 anni luce; è la più settentrionale, nonché la più luminosa fra le stelle della costellazione visibili ad occhio nudo.
- β Octantis è una stella bianca di sequenza principale di magnitudine 4,13, distante 140 anni luce.
- δ Octantis è una gigante arancione di magnitudine 4,31, distante 279 anni luce.

La σ Octantis è la stella visibile ad occhio nudo più prossima al polo sud celeste; si tratta di una gigante gialla di magnitudine 5,45.

### Stelle doppie
La costellazione contiene alcune stelle doppie facili da risolvere.
- HD 85300 è composta da due stelle di magnitudine quasi uguale, risolvibili anche con un piccolo telescopio; si individua con facilità a sud del Camaleonte.
- HD 212168 si trova nella parte opposta alla precedente rispetto al polo sud celeste; è formata da due astri di sesta e di ottava magnitudine, separati da oltre 20", dunque alla portata di piccoli strumenti.

| Principali stelle doppie |                                          |                                          |             |             |                                 |        |
| Nome                     | Coordinate equatoriali all'epoca J2000.0 | Coordinate equatoriali all'epoca J2000.0 | Magnitudine | Magnitudine | Separazione (in secondi d'arco) | Colore |
| Nome                     | AR                                       | Dec                                      | A           | B           | Separazione (in secondi d'arco) | Colore |
| HD 85300                 | 09h 33m 18s                              | -86° 00′ 36″                             | 7,0         | 7,2         | 15,7                            | g + g  |
| μ2 Octantis              | 20h 41m 44s                              | -75° 21′ 03″                             | 7,1         | 7,7         | 17,0                            | g + g  |
| λ Octantis               | 21h 50m 54s                              | -82° 43′ 08″                             | 5,4         | 7,7         | 2,8                             | ar + b |
| HD 212168                | 22h 25m 51s                              | -75° 00′ 56″                             | 6,1         | 8,8         | 20,4                            | g + b  |

### Stelle variabili
Le stelle variabili nell'Ottante sono in genere poco luminose.
L'unica alla portata di un binocolo, come pure ad occhio nudo, è la ε Octantis, una variabile semiregolare che oscilla fra la quarta e la quinta grandezza in poco meno di due mesi; le sue variazioni possono essere apprezzate nel tempo anche senza l'ausilio di strumenti.
Fra le numerose Mireidi, la più brillante è la R Octantis, che in fase di massimo arriva alla magnitudine 6,4; quando è al minimo è di tredicesima magnitudine e può essere osservata solo con potenti strumenti.
Presso la stella Sigma Octantis viene individuato il Polo Sud Celeste in opposizione alla Stella Polare dell'emisfero boreale. 
| Principali stelle variabili |                                          |                                          |             |             |                  |                       |
| Nome                        | Coordinate equatoriali all'epoca J2000.0 | Coordinate equatoriali all'epoca J2000.0 | Magnitudine | Magnitudine | Periodo (giorni) | Tipo                  |
| Nome                        | AR                                       | Dec                                      | Max.        | Min.        | Periodo (giorni) | Tipo                  |
| R Octantis                  | 05h 26m 06s                              | -86° 23′ 18″                             | 6,4         | 13,2        | 405,39           | Mireide               |
| S Octantis                  | 18h 08m 44s                              | -86° 47′ 54″                             | 7,2         | 14,0        | 259,00           | Mireide               |
| U Octantis                  | 13h 24m 33s                              | -84° 13′ 31″                             | 7,0         | 14,1        | 308,444          | Mireide               |
| X Octantis                  | 10h 26m 14s                              | -84° 20′ 54″                             | 7,4         | 11,4        | 206,80           | Semiregolare pulsante |
| UV Octantis                 | 16h 32m 26s                              | -83° 54′ 11″                             | 8,70        | 9,97        | 0,5426           | RR Lyrae              |
| ε Octantis                  | 22h 20m 02s                              | -80° 26′ 23″                             | 4,58        | 5,30        | 55:              | Semiregolare          |

## Oggetti non stellari
La costellazione dell'Ottante non contiene oggetti luminosi; le galassie qui visibili sono molto remote e difficilmente osservabili.
l'oggetto catalogato come NGC 6438 è un esempio di galassie interagenti, mentre la galassia più luminosa è NGC 7098, una galassia spirale barrata con i bracci molto deboli.
| Principali oggetti non stellari |                                          |                                          |          |             |                                        |              |
| Nome                            | Coordinate equatoriali all'epoca J2000.0 | Coordinate equatoriali all'epoca J2000.0 | Tipo     | Magnitudine | Dimensioni apparenti (in primi d'arco) | Nome proprio |
| Nome                            | AR                                       | Dec                                      | Tipo     | Magnitudine | Dimensioni apparenti (in primi d'arco) | Nome proprio |
| NGC 6438                        | 18h 22m 17s                              | -85° 24′ 06″                             | Galassia | 11,5        | 2,6 x 2,6                              |              |
| NGC 7098                        | 21h 44m 16s                              | -75° 06′ 42″                             | Galassia | 11,3        | 4,4 x 3,0                              |              |

## Sistemi planetari
Nell'Ottante sono noti pochi sistemi planetari. HD 142022 possiede un pianeta gigante gassoso grande oltre quattro volte Giove, posto su un'orbita ad oltre 2 UA dalla sua stella madre; HD 212301 possiede invece un pianeta di dimensioni pari a un terzo di quelle di Giove, situato su un'orbita molto ravvicinata. LHS 475 b è stato il primo pianeta la cui conferma è avvenuta tramite il telescopio spaziale James Webb.
| Sistemi planetari |                                          |                                          |             |                |                              |
| Nome del sistema  | Coordinate equatoriali all'epoca J2000.0 | Coordinate equatoriali all'epoca J2000.0 | Magnitudine | Tipo di stella | Numero di pianeti confermati |
| Nome del sistema  | AR                                       | Dec                                      | Magnitudine | Tipo di stella | Numero di pianeti confermati |
| HD 142022         | 16h 10m 15s                              | -84° 13′ 54″                             | 7,69        | Nana gialla    | 1 (b)                        |
| LHS 475           | 19h 20m 54s                              | -82° 33′ 17″                             | 12,7        | Nana rossa     | 1 (b)                        |
| HD 212301         | 22h 27m 31s                              | -77° 43′ 05″                             | 7,77        | Nana gialla    | 1 (b)                        |